# Sydkoreas damlandslag i volleyboll
Sydkoreas damlandslag i volleyboll representerar Sydkorea i volleyboll på damsidan. Laget tog brons vid världsmästerskapet 1967 och 1974. samt tog olympiskt brons 1976.

### Fotnoter
1. ↑  ”Olympedia”. https://www.olympedia.org/results/37048.
2. ↑  ”Olympedia”. https://www.olympedia.org/results/37114.
3. ↑  ”Olympedia”. https://www.olympedia.org/results/37192.
4. ↑  ”Olympedia”. https://www.olympedia.org/results/37251.
5. 1 2 3 4 5 6 7 8 9 10 11 12 13 14 15 16 17 18  ”Asian senior women volleyball championship” (på engelska). Asian Volleyball Confederation. https://asianvolleyball.net/new/asian-senoir-women-volleyball-championship/. Läst 11 februari 2023.
6. ↑  ”Olympedia”. https://www.olympedia.org/results/37377.
7. ↑  ”HISTORY” (på engelska). Fédération Luxembourgeoise de Volleyball. https://novotelcup.lu/home/history. Läst 12 november 2023.
8. ↑  ”Olympedia”. https://www.olympedia.org/results/37454.
9. ↑  Todor Krastev. ”Women Volleyball VII World Cup 1995 Japan - 03-17.11 Winner Cuba” (på engelska). http://todor66.com/volleyball/World_Cup/Women_1995.html. Läst 29 juni 2024.
10. ↑  ”Olympedia”. https://www.olympedia.org/results/37610.
11. ↑  ”1998 VOLLEYBALL WORLD CHAMPIONSHIPSWOMEN'S RESULTS” (på engelska). https://web.archive.org/web/20151228144318/http://volleyball.org/worldchamp/1998/women_results.html. Läst 2 mars 2023.
12. ↑  Todor Krastev. ”Women Volleyball VIII World Cup 1999 02-16.11 Japan +9GMT - Winner Cuba” (på engelska). http://todor66.com/volleyball/World_Cup/Women_1999.html. Läst 29 juni 2024.
13. ↑  ”Olympedia”. https://www.olympedia.org/results/37710.
14. ↑  ”Women's World Championship 2002 - Final Standings” (på engelska). Fédération Internationale de Volleyball. http://www.fivb.org/En/Volleyball/Competitions/WorldChampionships/Women/2002/Standings/Final_Standings.asp. Läst 2 mars 2023.
15. ↑  ”WOMEN WORLD CUP 2003” (på engelska). Fédération Internationale de Volleyball. http://www.fivb.org/EN/volleyball/Competitions/WorldCup/2003/women2/standings/standings.asp?sm=54. Läst 26 februari 2023.
16. ↑  ”Olympedia”. https://www.olympedia.org/results/37805.
17. ↑  ”FIVB Women's World Championship Japan 2006 - Final standings” (på engelska). Fédération Internationale de Volleyball. http://www.fivb.org/EN/volleyball/competitions/WorldChampionships/women/2006/Standings/Finals.asp. Läst 2 mars 2023.
18. ↑  ”FIVB Women's World Cup 2007” (på engelska). Fédération Internationale de Volleyball. http://www.fivb.org/EN/volleyball/competitions/WorldCup/2007/Women/Standings/Standings.asp. Läst 26 februari 2023.
19. 1 2 3 4 5 6  ”AVC Cup for women” (på engelska). Asian Volleyball Confederation. https://asianvolleyball.net/new/avc-cup-for-women/. Läst 12 februari 2023.
20. ↑  ”Honours” (på engelska). Fédération Internationale de Volleyball. http://www.fivb.org/EN/Volleyball/Competitions/GrandChampionCup/2009/Women/Honours.asp?Tourn=WGCC2009. Läst 11 februari 2023.
21. ↑  ”2010 FIVB Women's World Championship  -  Japan” (på engelska). Fédération Internationale de Volleyball. http://www.fivb.org/EN/Volleyball/Competitions/WorldChampionships/2010/Women/FinalStanding.asp?Tourn=MWCH2010. Läst 2 mars 2023.
22. ↑  ”Result sheet” (på engelska). Asian Volleyball Confederation. http://images.sport.org.cn/File/2010/12/03/2209265949.pdf. Läst 19 december 2023.
23. ↑  ”FIVB Volleyball Women's World Cup 2011” (på engelska). Fédération Internationale de Volleyball. http://www.fivb.org/EN/volleyball/competitions/WorldCup/2011/Women/. Läst 26 februari 2023.
24. ↑  ”FIVB Volleyball World Grand Prix 2012” (på engelska). Fédération Internationale de Volleyball. http://www.fivb.org/EN/volleyball/competitions/WorldGrandPrix/2012/FinalStanding.asp. Läst 18 mars 2024.
25. ↑  ”Olympedia”. https://www.olympedia.org/results/329046.
26. ↑  ”Result sheet” (på engelska). Asian Volleyball Confederation. https://www.asianvolleyball.net/bulletin/876894764_1412266044.pdf. Läst 19 december 2023.
27. ↑  ”Results and Ranking - Women's World Cup 2015” (på engelska). Fédération Internationale de Volleyball. http://worldcup.2015.women.fivb.com/en/competition/pools-and-ranking/round1#anchorRound%20Robin. Läst 26 februari 2023.
28. ↑  ”Olympedia”. https://www.olympedia.org/results/396246.
29. ↑  ”FIVB World Grand Prix 2017” (på engelska). Fédération Internationale de Volleyball. http://worldgrandprix.2017.fivb.com/en. Läst 7 mars 2023.
30. ↑  ”Women's Grand Champions Cup 2017 - Women's Grand Champions Cup” (på engelska). Fédération Internationale de Volleyball. http://grandchampionscup.2017.women.fivb.com/en. Läst 10 februari 2023.
31. ↑  ”FIVB Volleyball Nations League 2018” (på engelska). Volleyball World. https://en.volleyballworld.com/en/vnl/2018#navwvnl2018. Läst 7 mars 2023.
32. ↑  ”Final standing” (på engelska). Fédération Internationale de Volleyball. http://japan2018.fivb.com/en/results-and-ranking/final-standing. Läst 18 oktober 2022.
33. ↑  ”Final Standing” (på engelska). Fédération Internationale de Volleyball. https://en.volleyballworld.com/en/vnl/2019/womensfinals/competition/finalstanding. Läst 31 augusti 2022.
34. ↑  ”ASIAN SENIOR WOMEN VOLLEYBALL CHAMPIONSHIP” (på engelska). Asian Volleyball Confederation. https://asianvolleyball.net/new/asian-senoir-women-volleyball-championship/. Läst 23 oktober 2022.
35. ↑  ”FIVB World Cup 2019” (på engelska). Volleyball World. https://en.volleyballworld.com/volleyball/worldcup/2019/. Läst 26 februari 2023.
36. ↑  ”tävlings-ID på Olympedia”. https://www.olympedia.org/results/19001195.
37. ↑  ”Final Standings” (på engelska). Fédération Internationale de Volleyball. https://en.volleyballworld.com/volleyball/competitions/vnl-2022/final-standings/women/. Läst 31 augusti 2022.
38. ↑  ”2022 AVC Cup for women” (på engelska). Asian Volleyball Confederation. https://asianvolleyball.net/new/2022-avc-cup-for-women/. Läst 12 februari 2023.
39. ↑  ”Final standings” (på engelska). Fédération Internationale de Volleyball. https://en.volleyballworld.com/volleyball/competitions/women-worldchampionship-2022/standings/#round-f. Läst 19 oktober 2022.
40. ↑  volleyballworld.com. ”VNL 2023 - Women's standings.” (på engelska). https://en.volleyballworld.com/volleyball/competitions/vnl-2023/standings/women/. Läst 26 juli 2023.
41. ↑  ”Bulltein No. 8” (på engelska). Asian Volleyball Confederation. https://asianvolleyball.net/new/wp-content/uploads/2023/09/Bulletin_No8_Sr.Women_.pdf. Läst 13 oktober 2023.
42. ↑  volleyballworld.com. ”VNL 2024 - Women's standings.” (på engelska). https://en.volleyballworld.com/volleyball/competitions/volleyball-nations-league/standings/women/#round-f. Läst 24 juni 2024.
43. ↑  Todor Krastev (21 mars 1967). ”Women Volleyball V World Championship 1967 Tokyo (JPN) 27-29.01 - Champion Japan” (på engelska). Sport Statistics. Arkiverad från originalet den 24 mars 2012. https://web.archive.org/web/20120324182152/http://todor66.com/volleyball/World/Women_1967.html. Läst 26 juni 2015.
44. ↑  Todor Krastev (21 mars 1974). ”Women Volleyball VII World Championship 1974 Guadalajara (MEX) 12-27.10 Winner Japan” (på engelska). Sport Statistics. Arkiverad från originalet den 27 december 2015. https://web.archive.org/web/20151227011721/http://todor66.com/volleyball/World/Women_1974.html. Läst 26 juni 2015.
45. ↑  Todor Krastev (21 mars 1976). ”Women Volleyball XXI Olympic Games 1976 Montreal (CAN) 1976 - 19-30.07 Winner Japan” (på engelska). Sport Statistics. Arkiverad från originalet den 20 januari 2012. https://web.archive.org/web/20120120195047/http://todor66.com/volleyball/Olympics/Women_1976.html. Läst 26 juni 2015.